# Фенікс (порода курей)

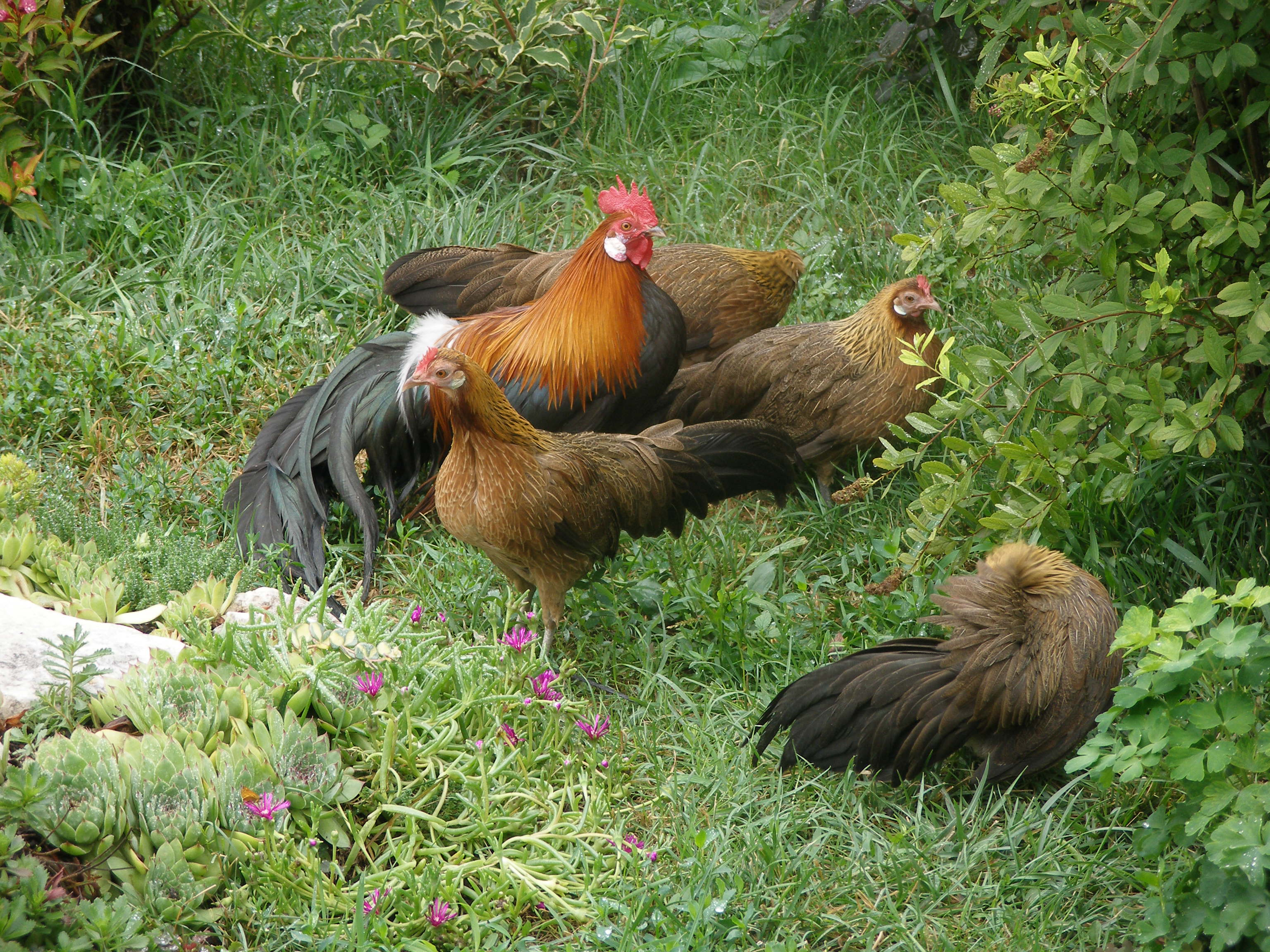
Півень і кури породи фенікс на прогулянці

Фенікс — порода курей, отримана в результаті європейської селекційної роботи з японськими довгохвостими декоративними курми онагадорі і йокогама-тоса.

## Історія
Порода виникла в середньовічній Японії, де птицю утримували при храмах та імператорських палацах. Феніксів було заборонено вбивати. Півні утримуються на сідалах у спеціальних високих і вузьких клітках томебако висотою 1,8 м, шириною 0,15-0,18 м і глибиною 0,8 м, обгорнутих соломою, або ж у скляних шафах. Корм і вода подаються прямо до сідала, що розташоване у верхній частині клітки. Тричі в день птахів випускають на вигул. Щоб уберегти пір'я хвоста від механічних пошкоджень, їх накручують на папільйотку або вкладають на спеціальний візок. Яйця феніксів зазвичай підкладають під курей інших порід, так як фенікси вважаються ніжними і примхливими. Проте, кури мають середні показники несучості і зберігають інстинкт насиджування. У 1878 року довгохвості фенікси вперше були доставлені з Японії в Німеччину, звідки потрапили в Англію і Францію.

## Характеристика
За стандартом породи довжина хвоста у дорослих півнів повинна становити щонайменше 3 м, хоча сам птах невеликий. При цьому в селі Кате місцевими селекціонерами був виведений різновид з хвостом світло-лілового кольору і завдовжки хвоста до 7,5 м. Кури також мають дещо подовжений хвіст. В університеті міста Нагоя, співробітники якого продовжують займаються подальшою селекцією цієї довгохвостої породи, вдалося отримати зразок з хвостом завдовжки 11 метрів. 
Середня вага — 1,5-2 кг. Голова — невелика, доповнена невисоким простим гребінцем, темно-помаранчевими очима і сіро-блакитним дзьобом. Іноді його колір може бути вогняно-жовтим, але таке поєднання виглядає не так привабливо. Розміри дзьоба — середні, тому він несильно виділяється на голові. Мочки вух — білі, невеликого розміру, з сережками червоного кольору.
Шия — середньої довжини, злегка прикрита розкішними довгими і вузькими пір'їнками, які часто заходять на спину. В поперековій зоні пір'я росте протягом всього життя птиці, тому зрілі особини можуть похвалитися оперенням, що досягає самої землі. Крила завжди щільно притиснуті до корпусу. Живіт захований під довгими пір'їнками, що звисають з попереку, тому з боку його практично не видно. Все пір'я представників породи жорстке і вузьке, незважаючи на те, в якій частині тіла воно знаходяться. У генотипі феніксів присутній ген, що захищає птицю від проблеми щорічного линяння. З цієї причини гарний хвіст, який за рік виростає до 90 см і росте далі, оновлює оперення поступово, протягом п'яти років.